# Spinomantis beckei
Spinomantis beckei é uma espécie de anfíbio anuro da família Mantellidae. O seu estado de conservação ainda não foi avaliado pela Lista Vermelha da UICN. Está presente em Madagáscar.